# Pithecellobium splendens
Pithecellobium splendens là một loài thực vật có hoa trong họ Đậu. Loài này được Prain miêu tả khoa học đầu tiên năm 1897.